# Liste der Monuments historiques in Nangis
Die Liste der Monuments historiques in Nangis führt die Monuments historiques in der französischen Gemeinde Nangis auf.

## Liste der Bauwerke
| Bezeichnung               | Beschreibung              | Standort | Kennzeichnung | Schutzstatus | Datum | Bild           |
| ------------------------- | ------------------------- | -------- | ------------- | ------------ | ----- | -------------- |
| Kirche St-Martin-St-Magne | Erbaut im 13. Jahrhundert | (Lage)   | PA00087157    | Classé       | 1989  | weitere Bilder |
| Bauernhof                 |                           | (Lage)   | PA00087158    | Inscrit      | 1963  | weitere Bilder |

## Liste der Objekte
Zum Verständnis siehe: Kirchenausstattung
- Monuments historiques (Objekte) in Nangis in der Base Palissy des französischen Kultusministeriums